# Aktiesplit
Et aktiesplit er en forøgning af antallet af aktier i en virksomhed. Eksempelvis vil hver investor have dobbelt så mange aktier efter et 2-for-1 split, men hver aktie vil være halvt så meget værd. Et aktiesplit gøre den enkelte aktie mindre værd, men ændrer tikke den samlede børsværdi vil ikke ændre sig. Det vil sige, at der ikke sker en aktieudvanding. Aktiesplit kan foretages i mange forskellige ratioer, og størrelsen på aktiesplittet besluttes af selskabets bestyrelse.
En virksomhed kan vælge at lave et aktiesplit, når markedsprisen for den enkelte aktie bliver uhåndterlig, når den handles. En af årsagerne er, at meget høje aktieværdier kan forhindre små investorer i at købe aktier. Aktiesplit foretages normalt når en aktie er forøget meget i værdi.
Virksomheder kan også lave et omvendt aktiesplit, hvor flere aktier slås sammen til én. Dette sker normalt når en aktie er faldet til en meget lav værdi.